# Zoofarmacognosia
La zoofarmacognosia è un comportamento in cui gli animali (non umani) si automedicano ingerendo o applicando localmente piante, terreno o insetti con proprietà medicinali, per prevenire o ridurre gli effetti dannosi di agenti patogeni, tossine e persino di altri animali.  Il termine deriva dalle radici greche zoo ("animale"), pharmacon ("medicina") e gnosis ("conoscere").
Un esempio non esaustivo di zoofarmacognosia si verifica quando i cani mangiano erba per indurre il vomito. Lo studio dettagliato di questo tipo di comportamento iniziò nel 1978, quando lo scienziato Janzen propose che gli erbivori utilizzassero metaboliti secondari nelle piante per la loro salute; il termine "zoofarmacognosia" è stato invece coniato e introdotto nel 1993, per poi ottenere una certa popolarità grazie anche a un libro di Cindy Engel dal titolo Wild Health: How Animals Keep Themselves Well e What We Can Learn from them.

## Esempi

### Mammiferi
Sono state documentate più di 30 diverse specie di piante utilizzate come medicinali da scimpanzé, bonobo e gorilla. Gli scimpanzé, il cui sistema digestivo è infestato da vermi (ad esempio nematodi come Oesophagostomum stephanostomum), utilizzano le foglie pelose di piante della famiglia dell'Aspilia rudis piegandole con le labbra e poi ingoiandole senza masticarle: in questo modo nell'intestino molti vermi rimarranno intrappolati nei peli delle foglie e verranno escreti insieme ad essi. Questo comportamento si osserva soprattutto dopo l'inizio della stagione delle piogge, a causa del maggior rischio di infezione da parassiti. Per curare la diarrea, gli scimpanzé succhiano la polpa dai rami della specie Vernonia amygdalina, leggermente velenosa e dal sapore amaro, o ne masticano le foglie senza ingoiarle. Il miglioramento della salute di solito si verifica entro un giorno dall'autotrattamento. Durante le analisi di laboratorio, biochimici specializzati in piante hanno trovato 13 principi attivi precedentemente sconosciuti del gruppo dei glicosidi steroidei, che hanno proprietà antibatteriche o antiparassitarie.

### Uccelli
Oltre 200 specie di uccelli utilizzano l'acido formico per combattere le infestazioni da pidocchi. Gli uccelli si rotolano nei formicai o raccolgono singole formiche e le strofinano sulle piume con il becco. Alcuni uccelli utilizzano materiale di nidificazione speciale per prevenire infezioni o infestazioni di insetti.

### Rettili
Le tartarughe scavano nel terreno alla ricerca di minerali contenenti calcio e se ne cibano: questo processo non ha lo scopo di saziare ma piuttosto di rafforzare il guscio della tartaruga.